# ماكدونل دوغلاس دي سي-10
قامت شركة ماكدونل دوغلاس الأمريكية بإنتاج الطائرة دي سي 10 وهي طائرة نقل مدنية ذات مدى متوسط. تمميز هذه الطائرة بأنها توفر في استهلاك الوقود ؛ وأن هناك مساحات واسعة بين مقاعد الركاب ؛ مما يحقق لهم الراحة أثناء الطيران لمسافات طويلة ؛ كما أنها مزودة بمنظومات حديثة لتكييف الضغط داخلها ؛ وعلى الرغم من قوة محركاتها الثلاتة، إلا أنها تتميز بهدوئها وعدم صدور ضوضاء عالية منها.

## المواصفات

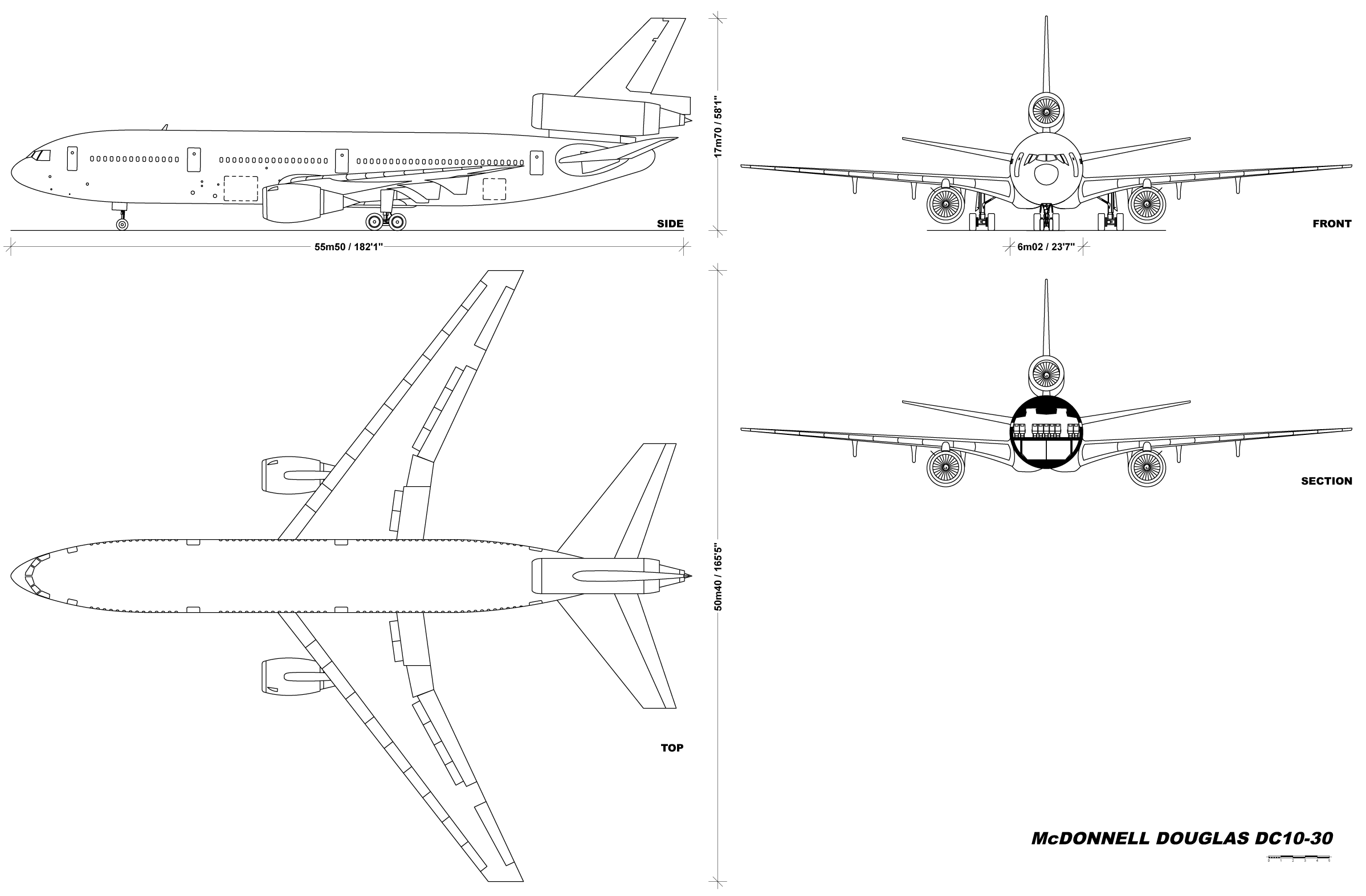
رسم تخطيطي لطائرة دي سي10-30

|                                         | دي سي-10-10                                                | دي سي-10-15                                                | دي سي-10-30                                                | دي سي-10-40                                                |
| --------------------------------------- | ---------------------------------------------------------- | ---------------------------------------------------------- | ---------------------------------------------------------- | ---------------------------------------------------------- |
| طاقم الملاحة                            | ثلاثة                                                      | ثلاثة                                                      | ثلاثة                                                      | ثلاثة                                                      |
| الركاب                                  | 399 (أقصى عدد) 380 (درجة واحدة) 285 (درجتين) 255 (3 درجات) | 399 (أقصى عدد) 380 (درجة واحدة) 285 (درجتين) 255 (3 درجات) | 399 (أقصى عدد) 380 (درجة واحدة) 285 (درجتين) 255 (3 درجات) | 399 (أقصى عدد) 380 (درجة واحدة) 285 (درجتين) 255 (3 درجات) |
| الطول                                   | 51.97 متر                                                  | 51.97 متر                                                  | 51.97 متر                                                  | 51.97 متر                                                  |
| ارتفاع                                  | 17.7 متر                                                   | 17.7 متر                                                   | 17.7 متر                                                   | 17.7 متر                                                   |
| باع الجناح                              | 47.34 متر                                                  | 47.34 متر                                                  | 50.4 متر                                                   | 50.4 متر                                                   |
| عرض جسم الطائرة                         | 6.02 متر                                                   | 6.02 متر                                                   | 6.02 متر                                                   | 6.02 متر                                                   |
| ارتفاع جسم الطائرة                      | 6.02 متر                                                   | 6.02 متر                                                   | 6.02 متر                                                   | 6.02 متر                                                   |
| عرض كابينة الطائرة                      | 5.54 متر                                                   | 5.54 متر                                                   | 5.54 متر                                                   | 5.54 متر                                                   |
| الوزن الفارغ                            | 108,940 كغ                                                 | 108,940 كغ                                                 | 120,742 كغ                                                 | 122,567 كغ                                                 |
| وزن الإقلاع الأقصى                      | 195,045 كغ                                                 | 206,385 كغ                                                 | 259,459 كغ                                                 | 251,701 كغ                                                 |
| سرعة العبور                             | 908 كم/سا                                                  | 908 كم/سا                                                  | 908 كم/سا                                                  | 908 كم/سا                                                  |
| السرعة القصوى                           | 982 كم/سا                                                  | 982 كم/سا                                                  | 982 كم/سا                                                  | 982 كم/سا                                                  |
| المدى الأقصى بحمولة كاملة               | 6,116 كم                                                   | 7,000 كم                                                   | 10,622 كم                                                  | 9,254 كم                                                   |
| السعة القصوى لخزان الوقود               | 82,134 لتر                                                 | 100,859 لتر                                                | 138,720 لتر                                                | 138,720 لتر                                                |
| طول المدرج اللازم مع وزن الإقلاع الأقصى | 2,625 متر                                                  | 2,212 متر                                                  | 2,847 متر                                                  | 2,817 متر                                                  |
| أقصى ارتفاع للطائرة                     | 12,802 متر                                                 | 12,802 متر                                                 | 12,802 متر                                                 | 12,802 متر                                                 |
| المحركات (3×)                           | سي أف 6-6 دي                                               | سي أف 6-50 سي 2 أف                                         | سي أف 6-50 سي                                              | جيه تي 9 دي-59 إيه                                         |
| أقصى دفع للمحركات (x 3)                 | 177.9 كن                                                   | 206.8 كن                                                   | 226.9 كن                                                   | 235.8 كن                                                   |

## الحوادث
- يو تي إيه الرحلة 772
- الخطوط الجوية الأمريكية الرحلة 191
- الخطوط الجوية التركية الرحلة 981
- الخطوط الجوية المتحدة رحلة 232

### مشكلة باب الشحن
تتميز طائرة DC-10 بأبواب شحن تُفتح للخارج مما يسمح بملء مساحة الشحن بالكامل، حيث لا تشغل الأبواب مساحة داخلية قابلة للاستخدام عند فتحها. وللتغلب على القوة الخارجية الناتجة عن ضغط جسم الطائرة على الارتفاعات العالية يجب استخدام آليات قفل متينة عند فتح الأبواب للخارج. في حال تعطل قفل الباب يزداد احتمال حدوث انفجار ضغطي.
في 12 يونيو 1972: فقدت طائرة الخطوط الجوية الأمريكية الرحلة رقم 96 باب الشحن الخلفي فوق وندسور، -أونتاريو. قبل الإقلاع بدا الباب محكمًا لكن آلية القفل الداخلية لم تكن تعمل بشكل كامل. عندما وصلت الطائرة إلى ارتفاع حوالي 11750 قدمًا (3580 مترًا) انفجر الباب مما أدى إلى انهيار أرضية المقصورة نتيجة انخفاض الضغط الناجم عن الانفجار. قطعت العديد من كابلات التحكم في الذيل مما ترك للطيارين سيطرة محدودة للغاية على الطائرة. ومع ذلك تمكن الطاقم من تنفيذ هبوط اضطراري آمن.
في 3 مارس 1974 في حادث مشابه لحادث رحلة الخطوط الجوية الأمريكية رقم 96 تسبب انفجار باب الشحن في تحطم رحلة الخطوط الجوية التركية رقم 981 بالقرب من إرمينونفيل - فرنسا.

### حوادث أخرى جديرة بالملاحظة
- 26 نوفمبر 1975: تعرضت طائرة الخطوط الجوية الأمريكية رقم 182 وهي من طراز DC-10-10، لاصطدام جوي شبه كامل مع طائرة الخطوط الجوية عبر العالم رقم 37، وهي من طراز L-1011، فوق ميشيغان. أصيب 24 شخصًا كانوا على متن طائرة DC-10.
- في 28 فبراير 1984: تجاوزت طائرة الرحلة 901 التابعة لنظام الخطوط الجوية الإسكندنافية المدرج في وجهتها بمطار جون إف كينيدي الدولي. انطلقت الرحلة التي كانت تستخدم طائرة DC-10-30، من مطار ستوكهولم أرلاندا بالسويد قبل أن تتوقف في مطار أوسلو - غاردرموين - النرويج. نجا جميع الركاب وأفراد الطاقم البالغ عددهم 177 راكبًا مع إصابة 12 آخرين. يُعزى تجاوز المدرج إلى عدم قدرة الطاقم على مراقبة سرعتهم الجوية واعتمادهم المفرط على دواسة الوقود التلقائية للطائرة.
- في 7 أبريل/نيسان 1994: تعرّض طاقم طائرة فيدرال إكسبريس الرحلة 705 DC-10-30 N306FE، لهجوم من موظف في فيديكس، في محاولة قتل وانتحار بهدف إسقاط الطائرة. عاد الطاقم المصاب بجروح خطيرة إلى مطار ممفيس الدولي بعد السيطرة على الخاطف، مستخدمًا مناورات بهلوانية مما أدى إلى إتلاف الطائرة. أُصلِحت الطائرة وأُعيدت إلى الخدمة.[9]

## انظر ايضًا
- لوكهيد إل-1011 تراى ستار
- إليوشن إل-86
- لائحة مشغلي ماكدونيل دوغلاس دي سي 10
- ماكدونل دوغلاس أم دي-11